# Club Penya d'Escacs Cerdanyola
El Club Penya d'Escacs Cerdanyola és una entitat esportiva de Cerdanyola del Vallès. Fundat el 1952, durant els primers anys participà en torneigs socials i el Torneig del Vallès. Es federà el 1956 i s'inscrigué als Campionats de Catalunya per equips de tercera categoria. Des de l'any 1986 juga habitualment a la Divisió d'Honor dels escacs catalans.

## Resultats destacats en competició
Fou campió de tercera categoria de la Lliga Catalana el 1974) i de segona el 1986. Guanyà diversos títols de la Copa Catalana a tercera, segona i primera categoria. El 1988 participà en el Campionat d'Espanya per equips.
El 1990 fou 1r-2n (segon al desempat) al Campionat d'Espanya per Equips amb 22 punts, els mateixos que el campió Club Ajedrez La Caja de Canarias, amb l'equip format per Jordi Magem Badals, Javier Campos Moreno, Lluís Comas i Fabregó i Joan Mellado Triviño.
El 2008 fou subcampió de la Lliga catalana per darrere de la Unió Escacs Montcada.
El maig de 2015 a Ripollet fou campió de Catalunya Sub12 després de derrotar a la final al Cassà per 3 a 1.